# Hans-Arno Simon
Pour les articles homonymes, voir Simon (patronyme).
Hans-Arno Simon (né le 19 septembre 1920 à Breslau, mort le 23 juillet 1989 à Murnau am Staffelsee) est un chanteur allemand.

## Biographie
Hans-Arno Simon est surtout connu comme chanteur avec ses chansons entraînantes comme Anneliese et Wodka-Fox en 1954. Il chante du swing dans des clubs allemands avant et après la Seconde Guerre mondiale. Dans les années 1950, il se tourne vers le schlager ou la musique traditionnelle, plus lucratifs, tout comme Bully Buhlan, James Last, Ernst Mosch, Coco Schumann ou Helmut Zacharias.
Après 1955, sa carrière de chanteur se termine. Il est principalement compositeur, il écrit pour la cinéma et la télévision ainsi que pour d'autres chanteurs de schlager.
Son fils Bernd Simon sera producteur et sa fille Pat Simon chanteuse.